# Immanuelkerk (Brunssum)
De Immanuelkerk was een Nederlands hervormd kerkgebouw in Treebeek in de gemeente Brunssum in de Nederlandse provincie Limburg. De kerk stond aan de Horizonstraat aan de rand van de wijk en is in 1997 afgebroken. Dicht bij de Immanuelkerk stond de Onze-Lieve-Vrouw van de Rozenkranskerk.
De naam van de kerk verwees naar Immanuel.

## Geschiedenis
In 1913 werd in Hoensbroek (toen dezelfde kerkelijke gemeente als Treebeek) een hulpkerk in gebruik genomen vanwege het toenemend aantal protestanten, die afkwamen op het werk in de mijnen. Deze bleef in gebruik tot de opening van de Immanuelkerk en de Goede Herderkerk in Hoensbroek, beide in 1959. Op 9 maart 1955 werd de eerste steen van het gebouw in Treebeek gelegd en begon de bouw naar het ontwerp van architect Johan Gerard Adriaan Heineman uit Velp. Op 10 december 1955 was de kerk klaar en werd ze in gebruik genomen.
In 1993-1994 besloot men om de parochies Treebeek, Brunssum, Hoensbroek en Nuth samen te laten gaan als gevolg van de Samen-op-Weg-beweging. In 1997 werd de kerk gesloopt en vervangen door een nieuwe kerk op diezelfde plek: de Pelgrimskerk.

## Opbouw
Het bakstenen gebouw was een sobere zaalkerk in wederopbouwstijl, met gebrandschilderde rondboogvensters. Het geheel had een zadeldak met een centraal geplaatste achtkantige dakruiter als klokkentoren. Aan de rechterzijde had de kerk over een deel van de lengte een zijbeuk, gedekt door een lessenaarsdak.